# Campionati europei di atletica leggera 2014 - Salto triplo femminile
La gara del salto triplo femminile si è tenuta il 13 e 16 agosto 2014.

## Risultati

### Qualificazioni
Va in finale chi supera i 14,20 m (Q) o rientra tra i primi 12.
| Pos | Gruppo | Nome                    | Nazione     | #1    | #2    | #3     | Misura | Note  |
| --- | ------ | ----------------------- | ----------- | ----- | ----- | ------ | ------ | ----- |
| 1   | A      | Olha Saladukha          | Ucraina     | 14.42 |       |        | 14.42  | Q, SB |
| 2   | B      | Yekaterina Koneva       | Russia      | 13.62 | 14.21 |        | 14.21  | Q     |
| 3   | B      | Irina Gumenyuk          | Russia      | x     | 14.18 | –      | 14.18  | q     |
| 4   | A      | Ruth Ndoumbe            | Spagna      | 13.64 | 13.86 | 14.01  | 14.01  | q     |
| 5   | B      | Kristin Gierisch        | Germania    | x     | 13.91 | 13.85  | 13.91  | q     |
| 6   | A      | Dana Velďáková          | Slovacchia  | 13.86 | 13.49 | x      | 13.86  | q     |
| 7   | A      | Jenny Elbe              | Germania    | 13.83 | x     | –      | 13.83  | q     |
| 8   | B      | Snežana Vukmirović      | Slovenia    | 13.25 | 13.78 | 13.33  | 13.78  | q     |
| 9   | A      | Alsu Murtazina          | Russia      | 13.35 | x     | 13.76  | 13.76  | q     |
| 10  | B      | Susana Costa            | Portogallo  | x     | 13.53 | 13.76  | 13.76  | q     |
| 11  | B      | Gabriela Petrova        | Bulgaria    | 13.54 | 13.72 | 13.69  | 13.72  | q     |
| 12  | B      | Cristina Sandu          | Romania     | 13.67 | 13.64 | 13.22  | 13.67  | q     |
| 13  | A      | Patrícia Mamona         | Portogallo  | x     | 13.54 | 13.62  | 13.62  |       |
| 14  | A      | Cristina Bujin          | Romania     | 13.61 | x     | 13.61  | 13.61  |       |
| 15  | B      | Anna Jagaciak           | Polonia     | x     | 13.59 | 13.55  | 13.59  |       |
| 16  | A      | Dovilė Dzindzaletaitė   | Lituania    | 11.98 | 13.12 | 13.44  | 13.44  |       |
| 17  | B      | Patricia Sarrapio       | Spagna      | x     | 13.08 | 13.41w | 13.41w |       |
| 18  | A      | Katja Demut             | Germania    | 13.27 | 11.73 | 13.39  | 13.39  |       |
| 19  | A      | Andriana Bânova         | Bulgaria    | 13.35 | 13.36 | 13.25  | 13.36  |       |
| 20  | B      | Natallia Viatkina       | Bielorussia | x     | 12.86 | 13.13  | 13.13  |       |
| 21  | A      | Daria Derkach           | Italia      | 12.52 | 13.06 | 12.98  | 13.06  |       |
| 22  | A      | Sevim Sinmez Serbest    | Turchia     | 12.38 | x     | x      | 12.38  |       |
|     | B      | Hanna Knyazyeva-Minenko | Israele     |       |       |        | DNS    |       |

### Finale
| Pos | Nome               | Nazione    | #1    | #2    | #3    | #4    | #5    | #6    | Misura | Note |
| --- | ------------------ | ---------- | ----- | ----- | ----- | ----- | ----- | ----- | ------ | ---- |
| 1   | Olha Saladukha     | Ucraina    | 14.12 | 14.73 | 14.68 | x     | 14.59 | 14.63 | 14.73  | SB   |
| 2   | Yekaterina Koneva  | Russia     | 14.40 | 14.69 | 14.01 | 14.16 | 14.54 | 14.31 | 14.69  |      |
| 3   | Irina Gumenyuk     | Russia     | 14.30 | x     | x     | 14.00 | 14.46 | x     | 14.46  | SB   |
| 4   | Ruth Ndoumbe       | Spagna     | 14.11 | 13.94 | 13.90 | 13.69 | 14.14 | x     | 14.14  |      |
| 5   | Gabriela Petrova   | Bulgaria   | 14.13 | x     | –     | x     | –     | –     | 14.13  | PB   |
| 6   | Dana Velďáková     | Slovacchia | x     | 13.87 | x     | 13.67 | x     | x     | 13.87  |      |
| 7   | Snežana Vukmirović | Slovenia   | 13.77 | x     | 13.74 | 13.51 | 13.82 | 13.40 | 13.82  |      |
| 8   | Susana Costa       | Portogallo | x     | 13.72 | 13.77 | 13.78 | x     | 13.40 | 13.78  |      |
| 9   | Kristin Gierisch   | Germania   | 13.76 | 13.67 | 13.58 |       |       |       | 13.76  |      |
| 10  | Alsu Murtazina     | Russia     | 13.59 | 12.37 | 13.76 |       |       |       | 13.76  |      |
| 11  | Jenny Elbe         | Germania   | 13.68 | x     | x     |       |       |       | 13.68  |      |
| 12  | Cristina Sandu     | Romania    | 13.24 | 13.41 | 13.58 |       |       |       | 13.58  |      |